# Ty'Son Williams
Ty'Son Williams (Sumter, 4 settembre 1996) è un giocatore di football americano statunitense, running back degli Indianapolis Colts.

## Caratteristiche tecniche
È un running back elogiato per le doti tecniche, che tuttavia pecca in solidità e concentrazione.

## Carriera

### Carriera collegiale
In gioventù frequenta la Crestwood High School di Sumter, Carolina del Sud, per poi iscriversi all'università della Carolina del Nord. Trascorre il freshman year in forza ai Tar Heels, accumulando 57 yard corse in sei gare senza alcun touchdown. Si trasferisce successivamente all'università della Carolina del Sud, militando nei Gamecocks a partire dal 2017: in due anni accumula 799 yard corse in 20 match disputati.
Nella primavera 2019 si accasa quindi ai BYU Cougars come graduate transfer; dopo appena quattro gare disputate nella regular season, tuttavia, rimedia una rottura del legamento crociato anteriore, a causa del quale conclude anzitempo l'annata.

### Carriera professionistica
Dopo aver mancato la selezione al Draft NFL 2020, il 28 agosto dello stesso anno viene ingaggiato dai Baltimore Ravens. Viene promosso per la prima volta alla rosa attiva della squadra il 2 dicembre 2020, ma non riesce comunque a scendere mai in campo con i Ravens nel suo primo anno da professionista. È invece già titolare al week 1 dell'NFL 2021, nella gara disputata contro i Las Vegas Raiders, a causa degli infortuni di J.K. Dobbins, Justice Hill e Gus Edwards. In breve tempo perde però il posto in favore di Latavius Murray. L'11 maggio 2022 viene ufficialmente svincolato.
Il 24 maggio 2022 sottoscrive un accordo contrattuale con gli Indianapolis Colts.